# Група вітриніту

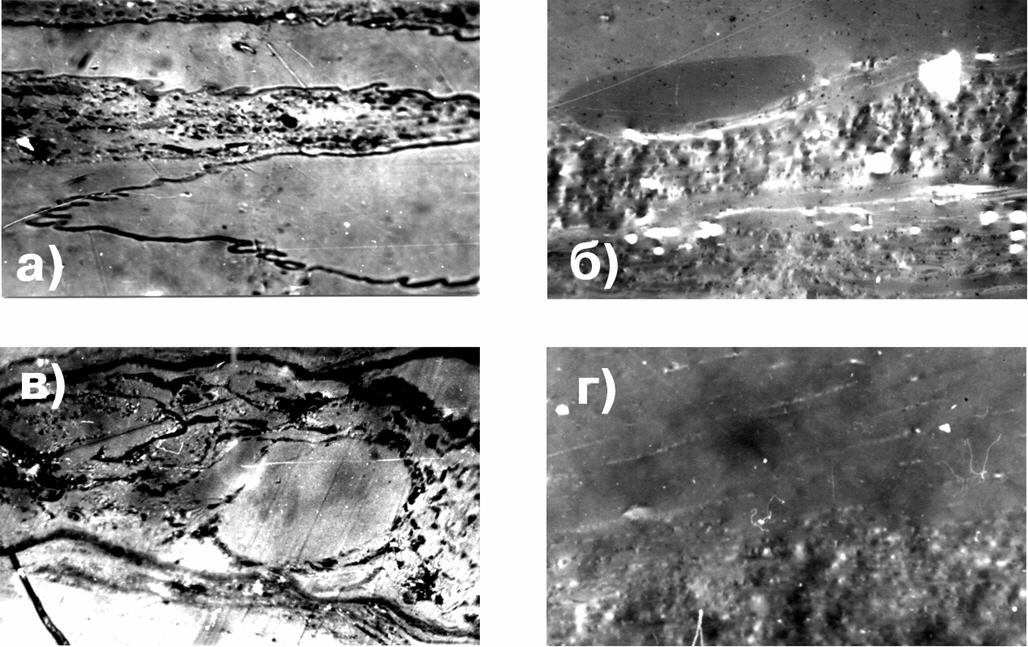
Група вітриніту: а — колініт (гомогенний сірий) з кутинітом (чорний). Відбите світло. Імерсія; б — колініт (гомогенний сірий), корпоколініт (темносіре овальне тіло ліворуч), телініт (нерівномірна смуга в центрі). Білі сфероліти — пірит. Відбите поляризоване світло. Стан згасання; в — вітродетриніт. Відбите світло. Імерсія; г — колініт (зверху), телініт (знизу).

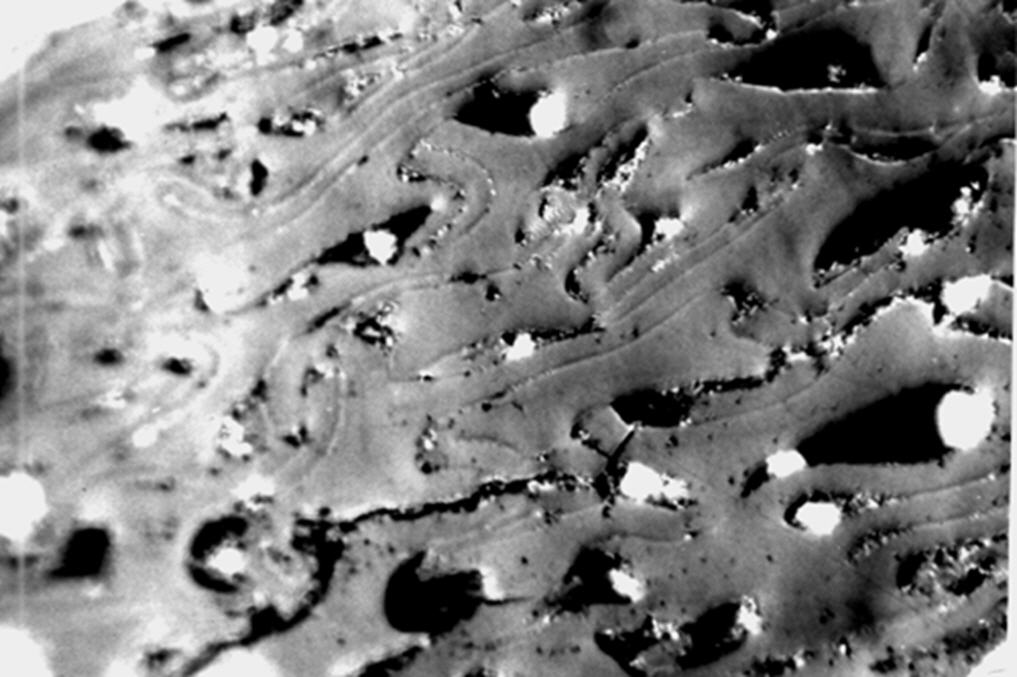
Телініт (темний) з вкрапленнями мікроконкрецій піриту (білий). Зріз поперечний. Відбите світло. Імерсія.

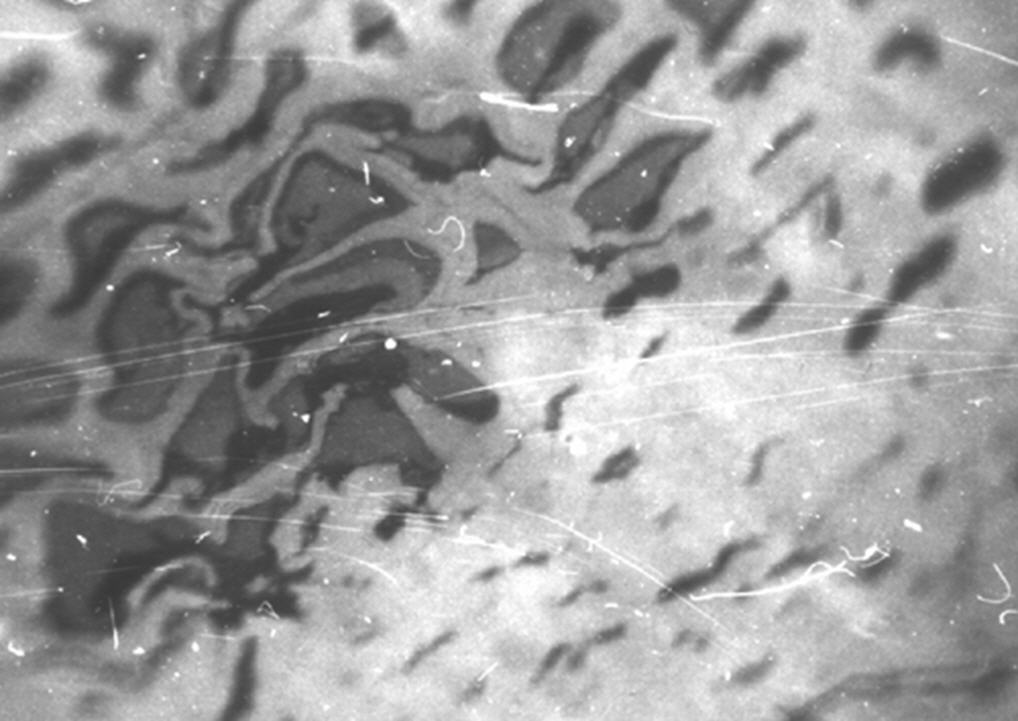
Телініт (сірий), резиніт (чорний). Відбите світло. Імерсія.

Група вітриніту (англ. vitrinites, нім. Vitrinitgruppe) — група мікрокомпонентів викопного вугілля (мацералів), що ідентифікується при петрографічних дослідженнях вугілля під мікроскопом.

## Мацерали
Група вітриніту включає мацерали, які розрізняються за оптичними властивостями:
- кольору, ступеня відбиття, анізотропії:
  - в кам'яному вугіллі низької і середньої стадій вуглефікації в прохідному і відбитому світлі з імерсією;
  - в кам'яному вугіллі високої стадії вуглефікації не розрізняються (але помітні після окислювального або йонного травлення на полірованій поверхні);
  - в антрацитах у відбитому поляризованому світлі при не зовсім схрещених ніколях в положенні прояснення і згасання (при обертанні столика мікроскопа) на вертикальних (перпендикулярно нашаруванню) полірованих зрізах антрацитів, а також при травленні поверхні.

Мацерали виділяють за двома основними факторами утворення вугілля:
1. за умовами відкладення і перетворення рослинного матеріалу при торфоутворенні;
2. за природними особливостями вихідного рослинного матеріалу — речовина і типу тканин рослин, ідентифікованих за морфологічними ознаками і ознаками систематичної приналежності.

За першим фактором виділяють мацерали: телініт (з ознаками рослинної структури), колініт і вітродетриніт. Детальніша характеристика мацералів за умовами збереженості структури позначається літерами . Відповідно ці мацерали для м'якого бурого вугілля називаються: гумотелініт, гумоколініт, гумодетриніт; за зниженням збереженості структури тканини — текстиніт, текстоульмініт, ульмініт, евульмініт. За іншою номенклатурою мацералів твердого бурого вугілля це: гелінітотелініт, гелінітопосттелініт, гелінітопреколініт, гелінітоколініт.
За другим фактором виділяють мацерали з ознаками особливостей природної речовини, які відрізняються за оптичними властивостями, формою, структурою, визначеним за вихідною речовиною елементом структури тканин, наприклад: ксилініт і лігнітит, у відбитому світлі відповідно більш темний і світло-сірий та ін., склеренхініт-корпоколініт, флобафініт та ін.
За типом тканин розрізняють мацерали:
- деревних тканин — ксилініт, лігнітит, листуватих — філопаренхініт,
- зовнішніх оболонок спорангії — спорангініт.

За анатомічними ознаками структури тканин розрізняють мацерали певних типів рослин — хвойних, листових, в карбоні — лепідофітів, кордаїтів, папоротникових.
Колір вітриніту на низькій стадії вуглефікації варіює (в залежності від природи речовини) в прохідному світлі від яскраво-оранжево-червоного до жовто-бурого, у відбитому світлі відповідно від темно-сірого до світло-сірого. Показники відбиття та анізотропії відбиття вітриніту всіх мацералів незалежно від природи речовини, ступені збереження структури розрізняють в залежності від типу за відновлюваністю вугілля при однаковому ступені вуглефікації. Мацерали групи вітриніту переважають у складі блискучого і напівблискучого вугілля і у великій або малій кількості в інших типах. Показник відбиття вітриніту, визначений за типовим кольором мацералів — основний показник ступеня вуглефікації, який використовується для промислової класифікації вугілля та його марочної належності. Мацерали ідентифіковані за вихідним рослинним матеріалом використовуються для визначення кореляції вугільних пластів.

## Походження терміна
Термін вітриніт введений Мері Стоупс («Система Стоупс-Геерлен»). Ним за ІССР System означають групу мацералів сірого кольору, які за відбивною здатністю займають проміжне положення між асоційованими більш темними ліптинітами і світлішими інертинітами в діапазоні вуглефікації, в якому можна легко ідентифікувати ці три мацеральні групи. Термін «вітриніт» охоплює 3 підгрупи і 6 мацералів, що є похідними гумусової речовини (Таблиця 1). Вітриніт зустрічається у вугіллі у вигляді: відносно чистих шарів або лінз товщиною від декількох мікронів до декількох сантиметрів; суцільної фази основою маси (матрикса), що зв'язує інші компоненти вугілля або аморфного заповнення осередків, пор і тріщин. У осадових породах вітриніт залягає або у вигляді ізольованих шарів і лінз, або кутастих і закруглених зерен.

## Фізичні властивості
Колір, і відбивна здатність В. поступово змінюються зі ступенем вуглефікації. У вугіллі низької стадії вуглефікації вітриніт характеризується темно-сірим кольором і термально незрілими відкладами, тоді як середньо- і високовуглефіковане вугілля і осадові породи мають колір, що варіює від ясно-сірого до білого. Відбивна здатність, виміряна в імерсії в даному діапазоні кольору, становить від 0,5 до бл. 7,0 %. Нижня межа відбивної здатності визначалася як величина відбивної здатності, що розділяє бітумінозне і буре вугілля згідно з класифікацією ЕСЕ (Міжнародна система кодифікації середньо- і високовуглефікованого вугілля). Подвійна відбивна здатність також збільшується зі зміною стадії вуглефікації за винятком тих випадків, коли вуглефікація викликана контактовим метаморфізмом. Вимірювання максимальної відбивної здатності рекомендується проводити при величині вище за 1,3 % Rr. Величини відбивної здатності вітриніту в одинарному пласті або відкладенні можуть змінюватися в залежності від походження вітринітових мацералів, змін при діагенезі або внаслідок повторних термальних впливів. Всі ці впливи призводять до того, що розподіл даних вимірювання відбивної здатності починає мати характер негауссового (ненормального) розподілу. Це особливо помітно для вугілля низької стадії вуглефікації. Для високоякісного вугілля і відповідних осадових порід варіації у відбивній здатності вітриніту можуть також викликатися зміною від одноосьової до двоосьової симетрії.
У формі вітренових шарів вітриніт має східчастий раковистий злам; іноді зустрічається борозчатий раковистий злам. Поверхня на зламі склувата або із смолянистим блиском. В антрациті може виявлятися металевий блиск.
Під мікроскопом у вітриніті спостерігаються тріщини окремості, обумовлені частково зменшенням об'єму, частково порушеннями тектонічного характеру. В першому випадку говорять про тріщини стиснення. В дуже вологому щільному лігніті мікроскопічні тріщини стиснення, що виникають при втраті води, можуть досягати значних розмірів. Під впливом тектонічного тиску вітриніт також може стати дуже тріщинуватим.

### Густина вітриніту
Залежно від ступеня метаморфізму, густина вітриніту змінюється приблизно від 1,3 до 2,0 г/см3

### Відбивна здатність вітриніту
В порівнянні з іншими групами мацералів вітриніт володіє середньою відбивною здатністю. Найнижчі значення відбивної здатності спостерігаються у вугіллі з високим виходом летких речовин; вона збільшується у міру збільшення ступеня метаморфізму. В більшості випадків відбивна здатність телініту вище, ніж у колініту, але може бути і навпаки в тому випадку, якщо оболонки клітин спочатку містили велику кількість целюлози. Коли відбивна здатність вітриніту визначається в поляризованому світлі і поляризатор встановлений під кутом 45° до відбитого променя, в шарах вітриніту, що зрізають перпендикулярні шаруватості, при обертанні оглядового столика мікроскопа на 360 º фіксується чотири характерні положення. Ці чотири положення через кожні 90° по черзі фіксують максимум і мінімум відбивної здатності. При схрещенні з'являється чотири фази затемнення і прояснення. Вітриніт володіє подвійним віддзеркаленням. Цю анізотропію відбивної здатності до певної міри можна спостерігати навіть у вітриніту вугілля з високим виходом летких речовин; але із збільшенням ступеня метаморфізму і особливо у вітриніті вугілля з виходом летких речовин менше 20 % (середнє значення відбивної здатності 1,64 %) подвійне відбиття виявляється особливо виразно. Це явище пояснюється типом подвійного променезаломлення, який можна назвати «анізотропією, наведеною тиском», і який принципово відрізняється від типу подвійного променезаломлення в целюлозі. Воно викликане тиском перекриваючих порід, що приводить до орієнтування гумусних комплексів, і, як правило, набагато помітніше виявляється у вітриніті більш високого ступеня метаморфізму. Навіть вітриніт в твердому бурому вугіллі має подібну анізотропію, викликану тиском, хоча її можна спостерігати тільки в прохідному світлі. Проте ступінь анізотропії не є мірою ступеня метаморфізму, оскільки вона не завжди збільшується при хімічній вуглефікації.

### Мікротвердість вітриніту
Дані про різницю в абразійній твердості мацералів вуглепетрограф звичайно одержує при вивченні аншліфів. Чим твердіше або міцніше мацерали, тим важче вони поліруються; при цьому виявляються відмінності в рельєфі, які при бажанні можна помітно інтенсифікувати методом полірування. Найбільш суттєві відмінності в рельєфі спостерігаються у вугіллі низького ступеня метаморфізму, а у міру збільшення ступеня метаморфізму вони все більш стираються. Іноді колініт виявляє нижчу абразійну твердість, ніж телініт.
В порівнянні з екзинітом вітриніт характеризується високим ступенем крихкості. При тиску він легко тріскається і розколюється з утворенням прямокутних призм або кубиків великого розміру, а також дуже дрібних уламків, що скоплюються у вигляді тонкої фракції пилу. Опір стисненню вітриніту також залежить від ступеня метаморфізму. Цей опір зменшується від стадії кам'яного вугілля з високим виходом летких речовин до стадії кам'яного вугілля з середнім виходом летких речовин, але при ще більшому підвищенні ступеня метаморфізму він (опір) знов зростає.

### Пористість, мікроструктура і рентгеноструктура вітриніту
Пористість вітриніту визначається за допомогою ізотерм адсорбції. Вона змінюється залежно від ступеня метаморфізму від 0,05 см³/г для вітриніту із вмістом вуглецю 71 % до 0,03 см³/г для вітриніту із вмістом вуглецю 94 %, при цьому мінімальне значення пористості, рівне 0,025 см³/г, спостерігається у вітриніту із вмістом вуглецю близько 89 %.
Неодноразово робилися спроби встановити структуру вугілля за допомогою рентгеноскопічних методів. Широкі дифракційні кільця вказують на те, що впорядкованість розташування атомів надзвичайно низька. Проте на дуже обмежених ділянках, які, образно кажучи, приурочені до «пластинок ароматизму», впорядкованість атомів вище, ніж в рідинах або склоподібної маси. Внаслідок цього при рентгеноскопічних дослідженнях можна отримати лише грубу характеристику мікроструктури вітриніту.
На підставі зменшення ширини дифракційних кілець можна зробити висновок, що із збільшенням ступеня метаморфізму зростає орієнтованість пластинок ароматизму вітриніту. Внутрішню будову вітриніту можна встановити при пологому розсіюванні рентгенівського проміння. При цьому методі фіксуються навіть найдрібніші пори, що не доступні адсорбційцому аналізу.

## Хімічні властивості
Вітриніт характеризується відносно високим вмістом кисню в порівнянні з мацералами інших груп.
Вітриніт багатий ароматичними структурами. Їх вміст підвищується зі ступенем вуглефікації від 70 % С в ароматичній зв'язці в суббітумінозному вугіллі до понад 90 % в антрациті. Чим нижче атомні відношення Н/С і О/С, тим вище вміст ароматичних сполук. Концентрація гетероатомів (О, N, S) меншає з підвищенням ступеня вуглефікації. Кисневі функціональні групи -СООН, -ОН, >С=О, -С-О-С-; N, головним чином, знаходяться у вигляді амінів, а S — у вигляді тіолів і сульфідів в гетероциклічних кільцях. Вітриніт також містить різні аліфатичні сполуки.
Вітриніт складається з різних гуматів, утворених ядрами ароматизму, що по периферії оточені аліфатичними групами. Із збільшенням ступеня метаморфізму периферійні групи (ОН, СООН, СНЗ) втрачаються, а ядра ароматизму стають крупнішими. Властивості гумінів вітриніту залежать окрім інших чинників від вихідного матеріалу — тобто від того, утворені вони переважно з лігніну і (або) целюлози.
Елементний склад вітриніту різного ступеня метаморфізму. Вміст кисню поступово зменшується із збільшенням ступеня метаморфізму, а вміст водню залишається приблизно одним і тим же, і лише, починаючи з кам'яновугільної стадії метаморфізму вугілля з середнім виходом летких речовин, він дещо зменшується. Зменшуються також і атомні співвідношення Н/С і О/С.
Таблиця  – Хімічний склад вітринітів з вугілля різного ступеня метаморфізму – від кам'яного до антрациту (%)
| № | С    | Н    | О    | N    | S   | H/C   | O/C   | Вихід летких речовин |
| 1 | 81,5 | 5,15 | 11,7 | 1,25 | 0,4 | 0,753 | 0,108 | 39                   |
| 2 | 85,0 | 5,4  | 8,0  | 1,2  | 0,4 | 0,757 | 0,071 | 34                   |
| 3 | 87,0 | 5,35 | 5,9  | 1,25 | 0,5 | 0,732 | 0,051 | 30                   |
| 4 | 89,0 | 5,1  | 4,0  | 1,3  | 0,6 | 0,683 | 0,034 | 26                   |
| 5 | 90,0 | 4,94 | 3,2  | 1,35 | 0,5 | 0,655 | 0,027 | 23                   |
| 6 | 91,2 | 4,55 | 2,6  | 1,15 | 0,5 | 0,594 | 0,021 | 8                    |

## Походження
Вітриніт є похідним паренхімних (волокнистих) і деревних волокон коріння, стебел, кори і листя, що складаються з целюлози і лігніну. Структура первинних клітин частково зберігається.
Відклади вітриніту у вугільних пластах утворилися в результаті збереження лігноцелюлозного матеріалу в анаеробних умовах боліт. Вітриніт у вугільних сланцях утворився в умовах швидкого поховання рослинного матеріалу і мінеральних речовин.

## Розповсюдження
Вітриніт є основним компонентом блискучого вугілля, що містить мікролітотипи вітрит, вітринертит і кларит. Вітриніт — основний компонент більшості вугільних родовищ світу, найчастіше зустрічається в пластах кам'яновугільного періоду в північній півкулі (60-80 % об'ємних), у вугіллі Гондвани < 20 % об'ємних. На вітриніт багате третинне вугілля.
Оскільки вітриніт є основним компонентом більшості видів вугілля, від його властивостей залежить більшість промислових процесів, в яких воно використовується. У разі вугілля середньої якості вітринит легко плавиться в ході коксування, і ця властивість також відбивається на протіканні і продуктах гідрогенізації і спалення. Окиснення в процесі зберігання приводить до погіршення якості вітриніту, включаючи термопластичність у разі бітумінозного вугілля.
Як і інші мацерали, вітриніт може зустрічатися у вигляді детриту. Ці утворення представлені в основному фрагментами рослин або частинками гумусного торфу, які руйнувалися на дуже ранній стадії. Зрідка — це уламки вітриніту, роздробленого в результаті тиску, які мають такий же вигляд, що і включення в колініті.
Роздроблені уламки вітринітового характеру дуже часто зустрічаються в кам'яному вугіллі. Вони утворюють десмоколінітову основну масу клариту і тримацериту. Як правило, при дослідженні в нормальному відображеному світлі з використанням масляної імерсії ці уламки не можна відрізнити один від одного. В цьому випадку їх об'єднують під назвою «десмоколініт». Тільки йодисто-метиленова імерсія дозволяє чітко розрізняти їх у вугіллі з високим виходом летких речовин. У відображеному світлі з використанням масляної імерсії частинки вітродетриніту можна побачити лише тоді, коли вони оточені компонентами, що мають іншу відбивну здатність (наприклад, глинистими мінералами у вуглистому сланці або інертинітом в дуриті).